# Longan

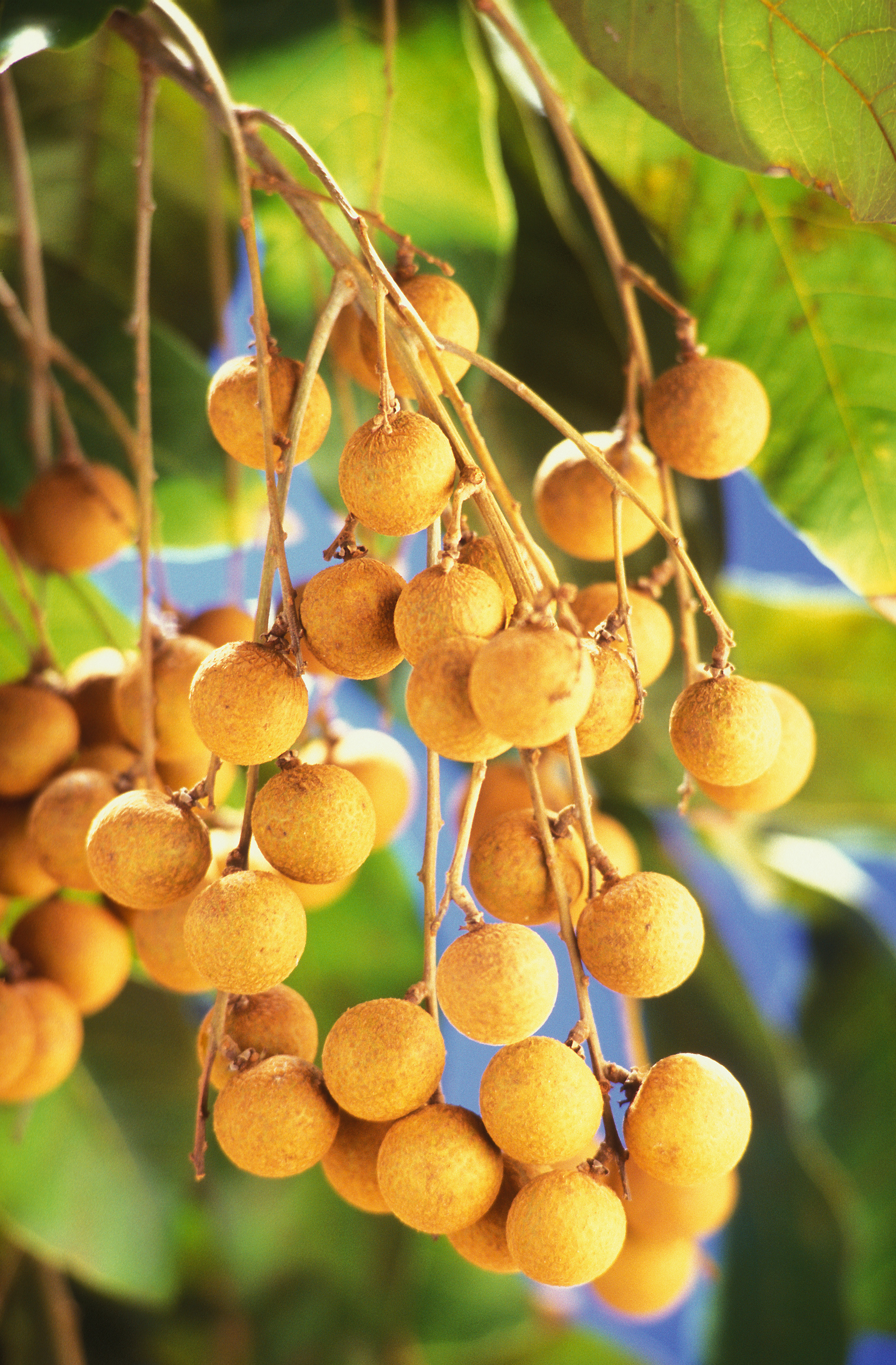
Fructe longan

Longan (Dimocarpus longan ) este un fruct exotic specific Chinei, dulce și asemănător cu lici. Actualmente se cultivă pe scară largă în Thailanda. Este importat și în România, sub formă de fructe coapte. Din longan se consumă doar miezul, însă și stafidele din acest fruct sunt foarte bune și de 4-5 ori mai dulci. Se folosește la sucuri, prăjituri, ceaiuri etc.

## Legături externe
- dintre-noutati.blogspot.com/longan, accesat la 21 noiembrie 2014